# Nolasena rutilans
Nolasena rutilans är en fjärilsart som beskrevs av Walker 1863. Nolasena rutilans ingår i släktet Nolasena och familjen nattflyn. Inga underarter finns listade i Catalogue of Life.